# Donald Farquharson
Pour les articles homonymes, voir Farquharson.
Donald Farquharson, né à Morell-Mermaid le 27 juillet 1834 et mort le 26 juin 1903, est un enseignant, homme d'affaires et homme politique canadien, premier ministre de la province de l'Île-du-Prince-Édouard de 1898 à 1901.

## Biographie
Donald Farquharson commence à travailler dans l'enseignement puis se lance dans les domaines du commerce de gros et du transport.
Il est élu député  à l'Assemblée législative de l'Île-du-Prince-Édouard en 1876 sous l'étiquette libérale et devient premier ministre de l'Île-du-Prince-Édouard le 1er août 1898. Il démissionne le 27 décembre 1901 pour se présenter aux élections fédérales et est élu député à la Chambre des communes le 15 janvier 1902. 
Il meurt le 26 juin 1903 dans l'exercice de ses fonctions.